# Анконский собор
Анконский собор — римско-католический храм в столице итальянской провинции Марке городе Анкона, кафедра архиепископа Анконы-Озимо, малая базилика с 1926 года. Посвящён святому Иуде Кириаку, покровителю города. Расположен на вершине холма Гуаско, формируя узнаваемый морской силуэт Анконы и издавна являясь ориентиром для мореплавателей.
Археологические раскопки подтверждают, что ещё в III веке до нашей эры на вершине холма Гуаско был древнегреческий храм, посвящённый Афродите. Первая раннехристианская базилика на этом месте, посвящённая святому Лаврентию, восходит ещё к середине I тысячелетия. В 840 году она была разрушена арабами; остатки её фундамента, выделяющиеся розоватым оттенком камня, можно видеть в основании трансепта современного собора. К началу XI века церковь Святого Лаврентия восстановили из белого камня, добытого на каменоломнях горы Конеро, с отделкой греческим белым мрамором. Она стала городским собором, а в 1017 году в крипту храма перенесли мощи святого Иуды Кириака и святого Марцеллина, епископа Анконы VI века, спасшего город от пожара. Отдельно стоящая невысокая колокольня собора впервые упоминается в 1314 году.
В начале XIII века собор был существенно расширен и перестроен, получив современный объём, — под руководством зодчего, известного как Мастро Филиппо. Со стороны трансепта к трёхнефной базилике пристроили два крыла, благодаря чему она приобрела форму греческого креста. В обращённом к анконскому порту главном портале церкви прослеживается готическое влияние. В середине XIII века художник и скульптор Маргаритоне из Ареццо дополнил главный портал монументальным протиром. Его внешние колонны опираются на изваяния львов из красного веронского мрамора, держащих в лапах ягнёнка и василиска. Львы эти со временем стали символом Анконы. Тогда же Маргаритоне спроектировал двенадцатигранный стрельчатый купол над средокрестием, считающийся ныне одним из старейших в Италии. В XVI веке его покрыли медью.
В боях Второй мировой войны англо-американская авиация разбомбила правый трансепт Анконского собора и находящийся под ним склеп Слёз, где в ту пору находился музей религиозного искусства. К 1951 году разрушенную часть удалось восстановить из тех же камней, при этом были вскрыты и исследованы остатки древнегреческого храма и раннехристианской базилики, составляющие теперь археологическую зону собора.
В интерьере Анконского собора интересны скульптурные фигуры молящихся ангелов в парусах купольного свода. В конце левого нефа можно видеть надгробие блаженного Джироламо Джинелли (1509) работы Джованни Далмата. На главном алтаре собора — картина «Воскресший Христос» кисти Эрколе Фавы. В часовне Мадонны — царицы всех святых слева от главного входа обретается особо почитаемый чудотворный образ Святой Девы Марии, подаренный собору в 1615 году венецианским моряком в благодарность за спасение его сына из бурного моря.

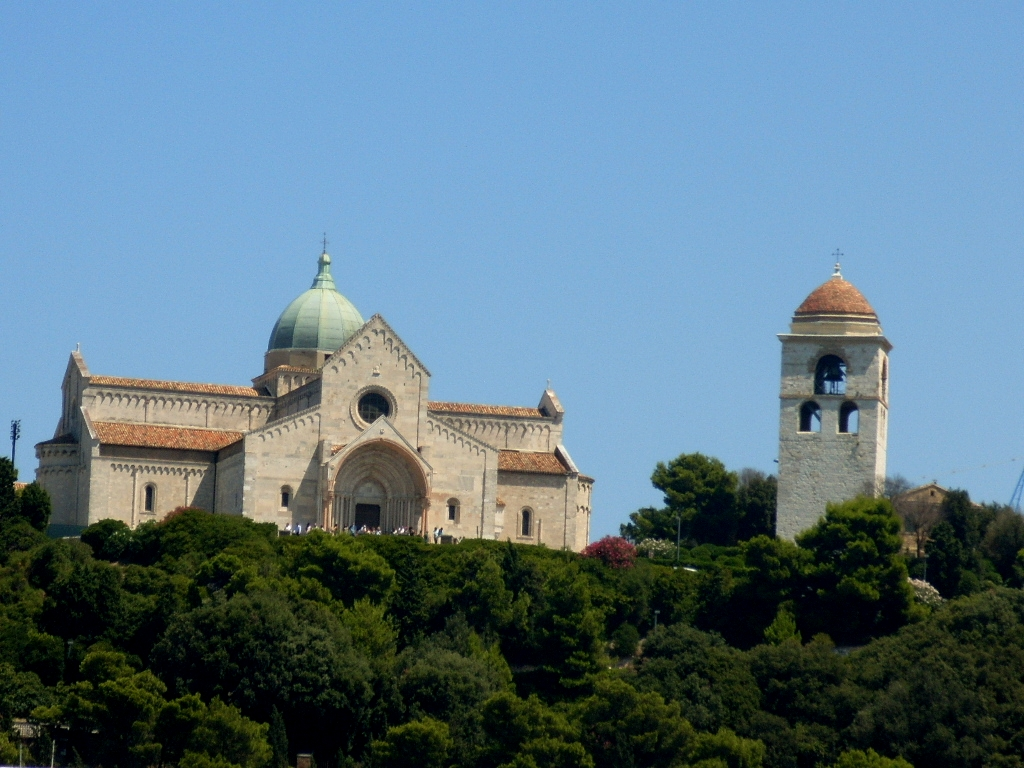
Общий вид
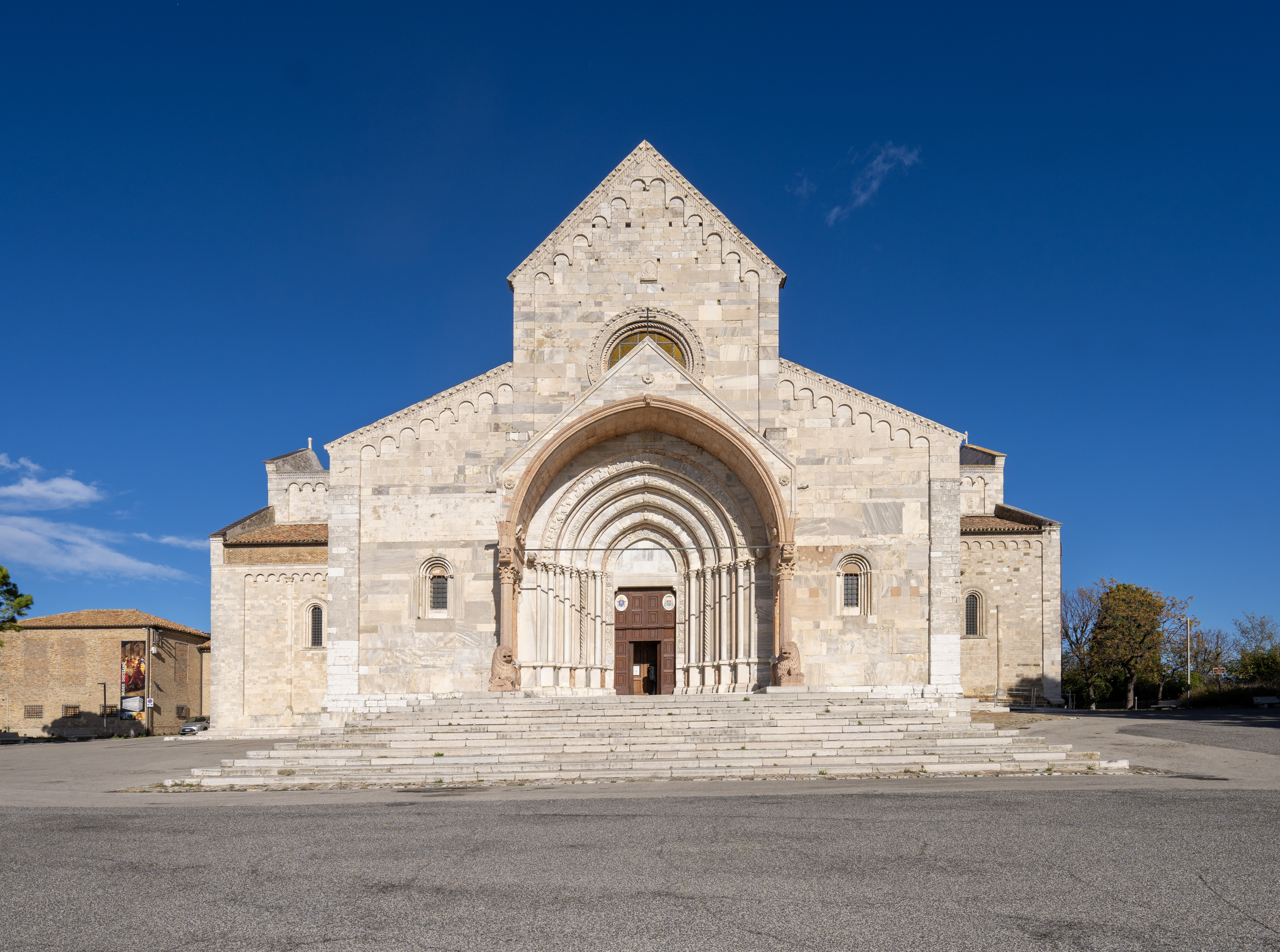
Фасад собора
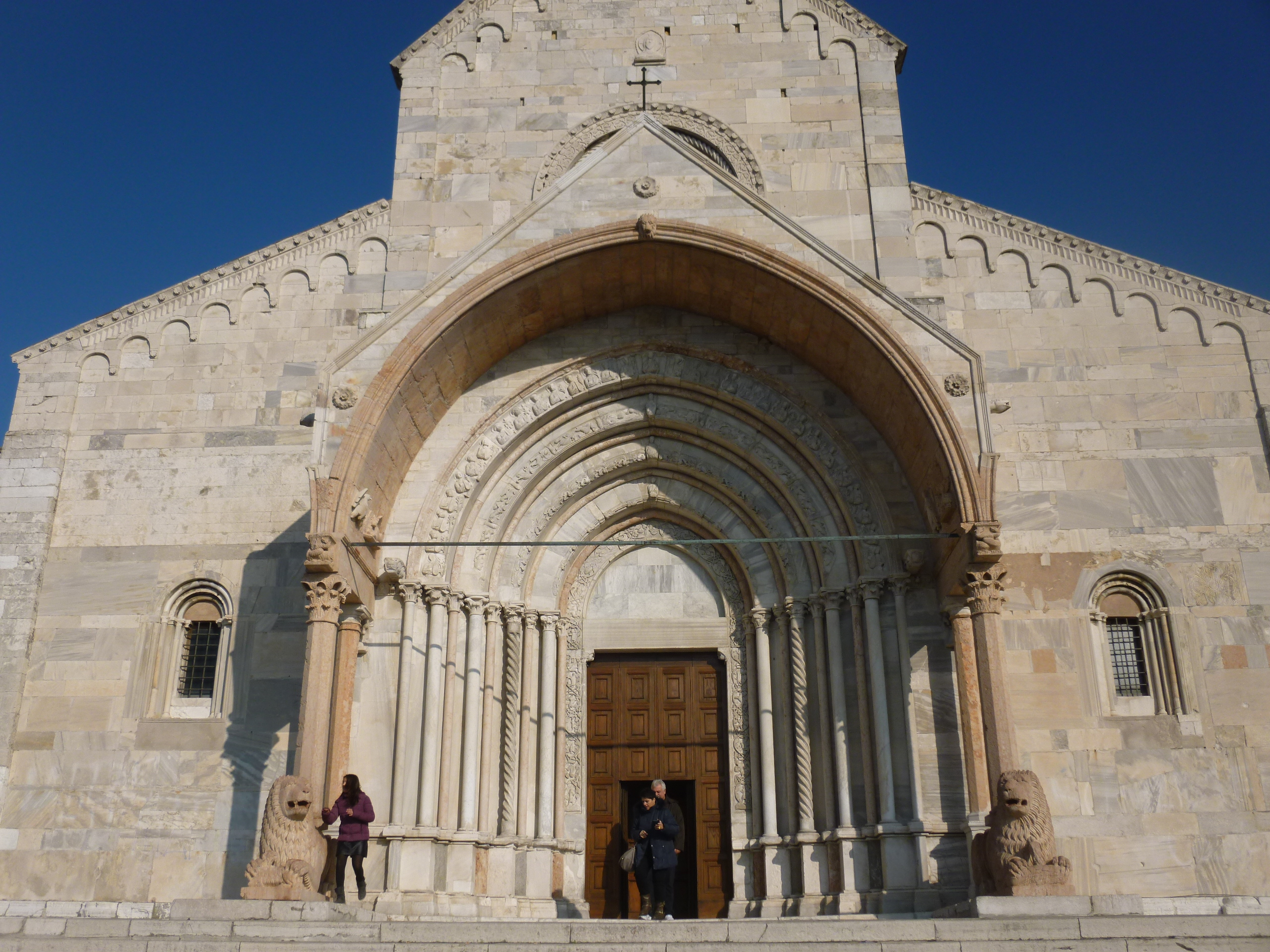
Главный портал
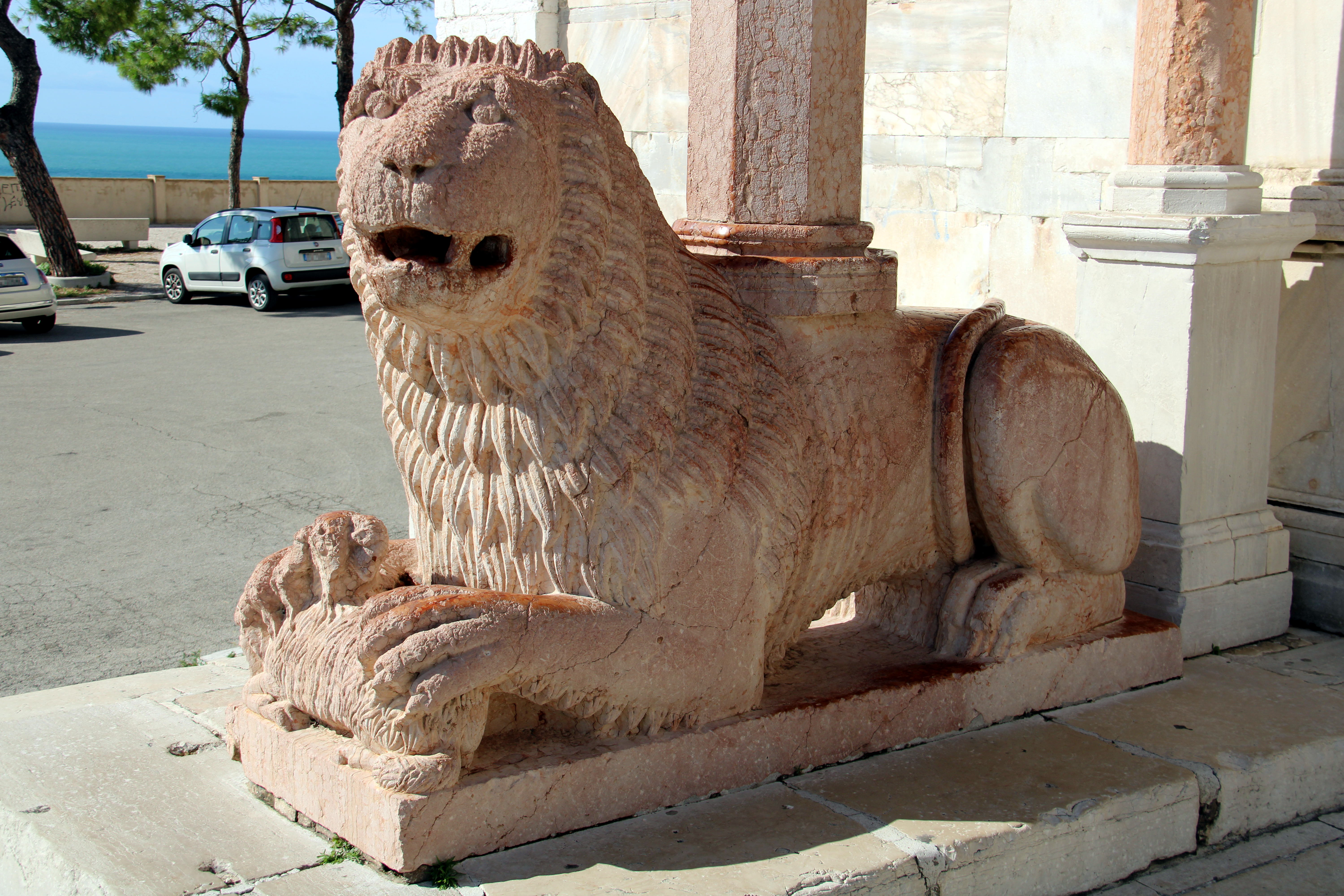
Стилофорный лев
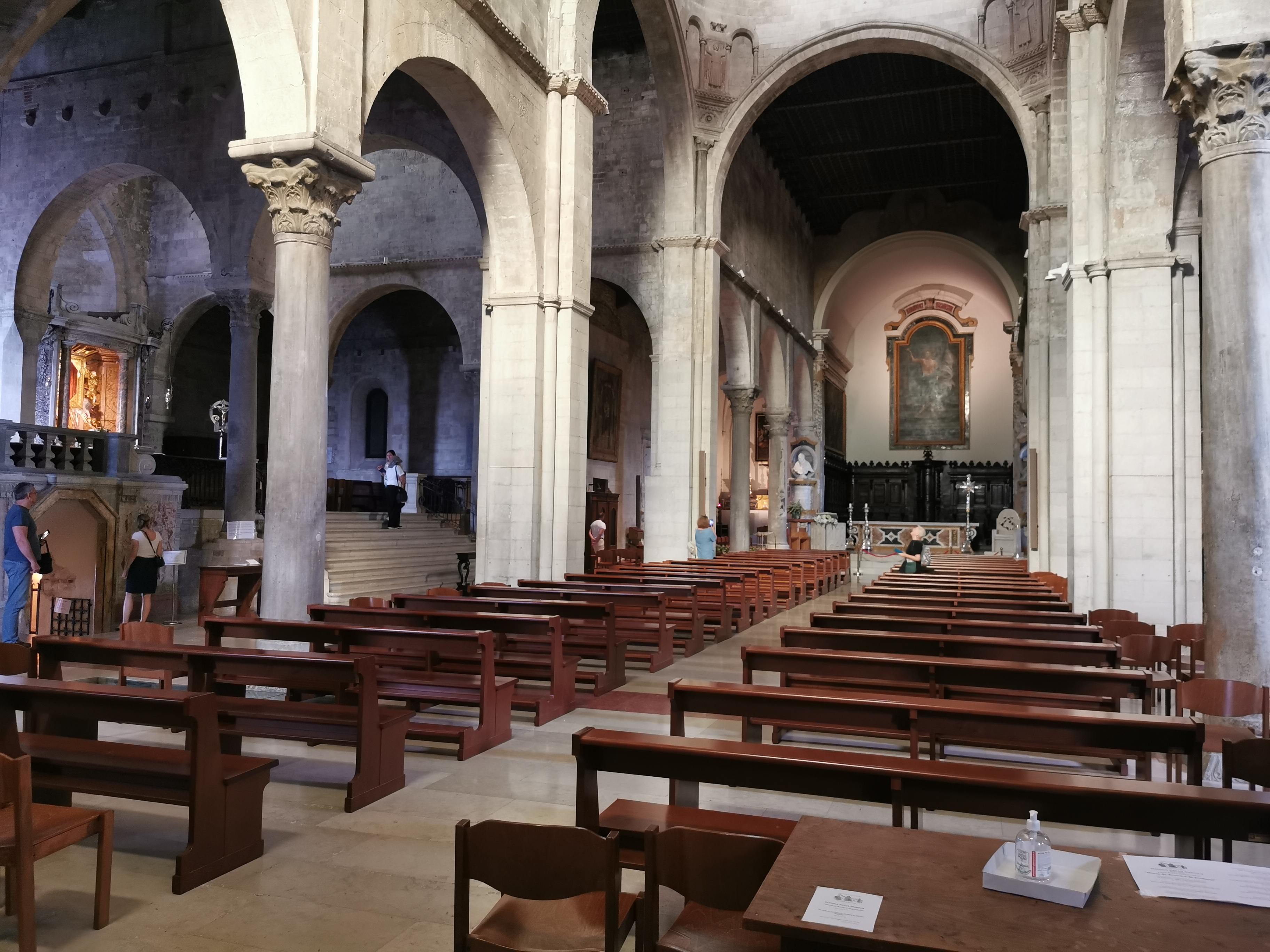
Интерьер собора
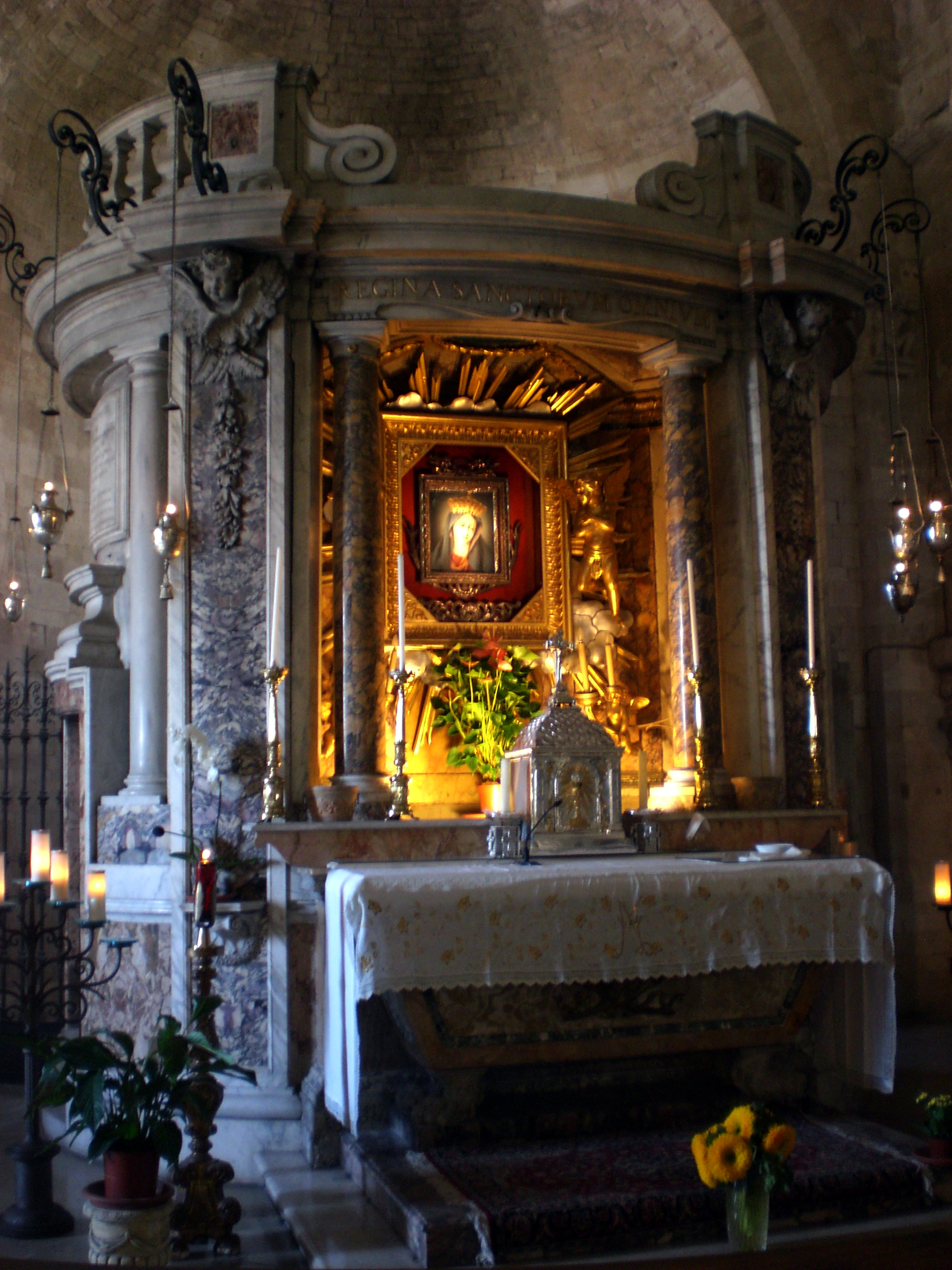
Чудотворный образ Девы Марии